# Bystrzejowice Trzecie
Bystrzejowice Trzecie (dawn. Bystrzejowice cz. I, Bystrzejowice-Kolonia) – wieś w Polsce położona w województwie lubelskim, w powiecie świdnickim, w gminie Piaski.
W latach 1975–1998 miejscowość administracyjnie należała do ówczesnego województwa lubelskiego.
Przez miejscowość przebiega droga ekspresowa S12.
Wieś stanowi sołectwo gminy Piaski.

## Historia
Bystrzejowice – dziś Bystrzejowice Pierwsze, Bystrzejowice Drugie i Bystrzejowice Trzecie. Wieś notowana od roku 1359 jako Beskoveiowicze, w roku 1409 zapisane już jako Bestriouice. W wieku XV wieś graniczy: z Wierzchowiskami (potwierdzeniem dokumenty z lat 1413, 1428, 1430, 1441), Pogorzałymstawem 1441 rok, Skrzynicami jak opisuje Długosz 1470-80 w (Długosz L.B. t.III s.307).
Własność szlachecka, pierwszym znanym z roku 1359 dziedzicem był szlachcic o nazwisku Mikosz. W latach 1409–1417 w działach występuje Stanisław Bystrzejowski (wieś jest zapewne gniazdem rodowym Bystrzejowskich). Ten sam w roku 1416 wyposażył z „dóbr ojczystych” Katarzynę żonę Jana Śmietanki z Trębaczowa. Poprzez działy rodzinne, sukcesje i oprawy podział dóbr rodzinnych sukcesywnie następuje. Z końcem XV wieku w działach ziemskich występują 1495-96 Piotr z Bystrzejowic komornik ziemski (następnie w 1507 roku łowczy, w latach 1512–1519 podsędek, a w roku 1524 sędzia ziemski lubelski). W roku 1514 Wojciech, Mikołaj i inni bracia Gramboszowie z Bystrzejowic.
Rejestry poborowe z lat 1531–1533 wykazują pobór z części Piotra (sędziego) 7½ łana i młyna o 1 kole, oraz części Marka Kozickiego i Jaszczowskiego 6 łanów.
W roku 1676 mają w Bystrzejowicach swoją część zakonnice (bernardynki) lubelskie a płacą od 18 poddanych. W sześciu innych działach szlacheckich było 76 poddanych, 21 osób dworskich i 16 osób z rodzin szlacheckich.
Bystrzejowice w wieku XIX stanowiły wieś i folwark prywatny w powiecie lubelskim, gminie Piaski, parafii Mełgiew od Lublina odległe wiorst 15, od Piasków wiorst 7, przy drodze bitej do Uściługa i Zamościa. Rozległość ogólna wynosiła mórg 1836, z czego ziemi włościańskiej 617 mórg, folwarcznej 1159 mórg [...] W dobrach pokłady wapna i tak zwanej opoki, stanowiącej wyborny materiał budowlany. Zabudowań folwarcznych murowanych było 7, drewnianych 11. Grunta gliniasto-piaszczyste, zaliczane do klasy I. pszennej.

Przez granicę leżały drugie Bystrzejowice, dawniej do klasztora bernardynek lubelskich należące, w roku 1880 wieś rządowa.